# Расел (Манитоба)
Расел (енгл. Russell) је варош у западном делу канадске провинције Манитоба и део је географско-статистичке регије Паркланд. Варош се налази на деоницама локалних друмова 16 и 83 на свега 15 км источно од административне границе према Саскачевану, односно 340 км северозападно од административног центра провинције града Винипега.
Насеље су 1880. нешто северније од данашње вароши основали европски досељеници и назвали га Шел Ривер, а садашње име добија 1889. године. Исте године у селу је основано и прихватилиште за сирочад које је учествовало у довођењу деце без родитељског старања из Енглеске на ово подручје зарад рада на околним фармама. Село Расел је добило статус службене варошице 1913. године.
Према резултатима пописа становништва из 2011. у варошици је живело 1.669 становника у укупно 777 домаћинства, што је за 5% више у односу на 1.590 житеља колико је регистровано
приликом пописа 2006. године.
Привреда вароши и околине почива на земљорадњи и рудаству. На око 15 км западно од варошице налази се велико постројење за прераду уљане репице, док се недалеко од вароши налазе велики рудници поташе.
На 27 км од вароши, у границама регионалног парка Асесипи налази се 64 км дугачко језеро Шелмаут које се убраја у најважније рекреационе зоне у овом делу Канаде.

## Становништво
| 2011. |
| ----- |
| 1.669 |